# ویلا ریکا
ویلا ریکا (به انگلیسی: Vila_Rica) یک برند سیگار ایجاد شده در برزیل است؛ مالک فعلی این برند شرکت تنباکوی رینولدز است. این برند در دهه 1960s پایه‌گذاری گردید.